# Le Plessis-l'Évêque
Le Plessis-l'Évêque és un municipi francès, situat al departament de Sena i Marne i a la regió d'Illa de França. L'any 2007 tenia 238 habitants.
Forma part del cantó de Claye-Souilly, del districte de Meaux i de la Comunitat de comunes Plaines et Monts de France.

## Demografia

### Població
El 2007 la població de fet de Le Plessis-l'Évêque era de 238 persones. Hi havia 83 famílies, de les quals 8 eren unipersonals (8 homes vivint sols), 24 parelles sense fills, 39 parelles amb fills i 12 famílies monoparentals amb fills.
La població ha evolucionat segons el següent gràfic:
Habitants censats

### Habitatges
El 2007 hi havia 87 habitatges, 85 eren l'habitatge principal de la família, 1 era una segona residència i 1 estava desocupat. Tots els 87 habitatges eren cases. Dels 85 habitatges principals, 76 estaven ocupats pels seus propietaris, 6 estaven llogats i ocupats pels llogaters i 3 estaven cedits a títol gratuït; 13 tenien tres cambres, 31 en tenien quatre i 41 en tenien cinc o més. 62 habitatges disposaven pel capbaix d'una plaça de pàrquing. A 30 habitatges hi havia un automòbil i a 52 n'hi havia dos o més.

### Piràmide de població
La piràmide de població per edats i sexe el 2009 era:
| Homes | Edats   | Dones |
| ----- | ------- | ----- |
| 0     | 95 o +  | 0     |
| 0     | 90 a 94 | 0     |
| 0     | 85 a 89 | 0     |
| 0     | 80 a 84 | 0     |
| 0     | 75 a 79 | 0     |
| 0     | 70 a 74 | 0     |
| 4     | 65 a 69 | 0     |
| 0     | 60 a 64 | 4     |
| 12    | 55 a 59 | 0     |
| 16    | 50 a 54 | 8     |
| 12    | 45 a 49 | 12    |
| 12    | 40 a 44 | 20    |
| 12    | 35 a 39 | 8     |
| 12    | 30 a 34 | 12    |
| 4     | 25 a 29 | 8     |
| 16    | 20 a 24 | 0     |
| 8     | 15 a 19 | 20    |
| 12    | 10 a 14 | 0     |
| 12    | 5 a 9   | 12    |
| 4     | 0 a 4   | 8     |

## Economia
El 2007 la població en edat de treballar era de 173 persones, 129 eren actives i 44 eren inactives. De les 129 persones actives 122 estaven ocupades (63 homes i 59 dones) i 7 estaven aturades (5 homes i 2 dones). De les 44 persones inactives 14 estaven jubilades, 14 estaven estudiant i 16 estaven classificades com a «altres inactius».

### Ingressos
El 2009 a Le Plessis-l'Évêque hi havia 91 unitats fiscals que integraven 248 persones, la mediana anual d'ingressos fiscals per persona era de 23.168 €.

### Activitats econòmiques
Dels 3 establiments que hi havia el 2007, 2 eren d'empreses de construcció i 1 d'una empresa de comerç i reparació d'automòbils.
L'únic servei als particulars que hi havia el 2009 era un paleta.

## Equipaments sanitaris i escolars
El 2009 hi havia una escola elemental integrada dins d'un grup escolar amb les comunes properes formant una escola dispersa.

## Poblacions més properes
El següent diagrama mostra les poblacions més properes.